# بادکنشتدت
بادکنشتدت (به آلمانی: Baddeckenstedt) یک شهر در آلمان است که در Wolfenbüttel واقع شده‌است. بادکنشتدت ۳٬۱۰۸ نفر جمعیت دارد.

## خواهرخوانده
شهر Klöden خواهرخواندهٔ بادکنشتدت هست.